# Сака (Эстония)
Са́ка (эст. Saka) — деревня в волости Тойла уезда Ида-Вирумаа, Эстония. До административной реформы местных самоуправлений Эстонии 2017 года входила в состав волости Кохтла (упразднена).

## География и описание
Расположена на берегу Финского залива, на расстоянии 2 километров к северу от города Кохтла-Ярве. Расстояние до уездного центра — города Йыхви — 12 километров, до волостного центра — посёлка Тойла — 16 километров. Высота над уровнем моря — 57 метров.
Климат умеренный. Официальный язык — эстонский. Почтовый индекс — 45301.

## Население
По данным переписи населения 2021 года, в Сака  насчитывалось 106 жителей, из них 82 (80,4 %) — эстонцы.
По данным переписи населения 2011 года, в деревне проживали 116 человек, из них 97 (83,6 %) — эстонцы.
Численность населения деревни Сака по данным переписей населения:
| Год  | 1959 | 1970  | 1979  | 1989  | 2000  | 2011  | 2021  |
| ---- | ---- | ----- | ----- | ----- | ----- | ----- | ----- |
| Чел. | 108  | ↗ 111 | ↗ 194 | ↘ 185 | ↘ 130 | ↘ 116 | ↘ 106 |

## История
Сака впервые упомянута в Датской поземельной книге 1241 года как деревня под названием Satzæ размером в 20 гаков. В письменных источниках 1523 года упоминается Szacke, 1583 года — Grodt-Sacke, 1732 года — Sakka (мыза), 1796 года — Sackhof (мыза), Gr. Sack (деревня), 1900 года — Сакгоф.
В 1587 году деревня Сака была поделена на две части: Суур-Сака (с эст. Большая Сака) и Пеэн-Сака («Тонкая Сака») или Тага-Сака (Задняя Сака). Рядом с Суур-Сака в середине XVII века была основана мыза Сакгоф (Сака, нем. Sackhof, эст. Saka mõis), Пеэн-Сака позже получила название Онтика-Сака (Ontika-Saka).
На военно-топографических картах Российской империи (1846–1863 годы), в состав которой входила Эстляндская губерния, мыза обозначена как мз. Сакгофъ.
В советское время, с 1945 года, относилась к Сакаскому сельсовету, с 1950 года — к Кохтласкому сельсовету.
С деревней Сака в 1977 году, в период кампании по укрупнению деревень, были объединены возникшее после земельной реформы 1919 года вокруг мызы Сака поселение (эст. Saka asund), деревня Колга-Сака (эст. Kolga-Saka küla) или Колккюла ((эст. Kolkküla, в 1920 году упоминается как Kolga, в 1922 году как Kolga-Saka) и деревня Сутерма (Suterma, также Suttermu).
На территории деревни были случайно найдены различные древние украшения, в их числе единственная в своём роде в Эстонии бронзовая бляха, земля происхождения которой — Поволжье.

## Инфраструктура
В деревне есть народный дом. На территории бывшей мызы Сака работает отель «Saka Cliff Hotel&Spa».

## Достопримечательности
- Мыза Сакгоф (Сака)

Главное здание мызы в стиле неоренессанса построено в 1862—1864 годах. После Второй мировой войны господский дом мызы использовался военными, а также для нужд пионерского лагеря. Затем стоял бесхозным. В 1980-х годах здания мызы использовала советская пограничная служба. В 2002 году мыза отошла в частную собственность, в 2010 году была завершена реставрация мызного комплекса, и теперь там работает отель. В Государственный регистр памятников культуры Эстонии внесено главное здание мызы, мызный парк и 6 других объектов мызного комплекса (дом управляющего, маслобойня и др.).
- Глинт Сака—Онтика—Тойла

Недалеко от мызы Сака, у моря, находится крутой обрыв, который простирается на восток — к деревне Онтика и посёлку Тойла. Это самый высокий фрагмент Северо-Эстонского глинта (части Балтийско-Ладожского глинта), занимающий 965 гектаров и взятый под охрану государства. Относится к природному парку Онтика. Утёс пятидесятиметровой высоты является самым величественный типом пейзажа в Эстонии. Своеобразен и лиственный лес, растущий на делювиальных отложениях.
- Каскад Сака

Находится на землях бывшей мызы Сака. Берёт начало в маленьком болоте и стекает с уступа высотой 47,5 метра.
- Каскад Карьяору

Находится на восточной границе деревни. Вода падает с высоты 52 метра.

## Происхождение топонима
По мнению историка Пауля Йохансена название деревни произошло от древнего эстонского личного имени. Языковед Лаури Кеттунен, который считает этот вариант возможным, в качестве другого примера приводит слово sakk : saku («пучок», «клок»), а также сравнивает с топонимом Сакала.

## Галерея
- Главное здание мызы Сакгоф (Сака)
- Скала Сака с моря
- Лестница, ведущая на клиф Сака
- Лиственный лес в природном парке Онтика
- Водосток каскада Сака

## Комментарии
1. ↑  Эстонские топонимы, оканчивающиеся на -а, не склоняются и не имеют женского рода (исключение — Нарва)[8].